# وينشستر مقاطعة فيلاس (ويسكونسن)
وينشستر، مقاطعة فيلاس (بالإنجليزية: Winchester, Vilas County, Wisconsin)‏ هي بلدة تقع بولاية ويسكونسن في الولايات المتحدة. تبلغ مساحتها 138.8 (كم²)، وترتفع عن سطح البحر 504 م، بلغ عدد سكانها 383 نسمة في عام 2010 حسب إحصاء مكتب تعداد الولايات المتحدة وتصل الكثافة السكانية فيها 3.6 نسمة/كم2.

## وصلات خارجية
- The US50 - Cities and Towns in Wisconsin State
- Wisconsin Cities and Towns, Facts, Map, Flag, Colleges, Government, and More